# 王鵬舉
王鵬舉（1897年—1939年3月），名家興，以字行。山東省蓬萊縣人。他為抗日戰爭期間陣亡的中國軍方高級將領之一。

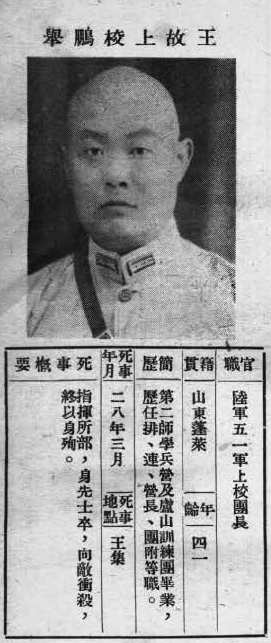
《抗戰軍人忠烈錄》（第一輯）中的王鵬舉烈士遺像

## 生平[1]
陸軍51軍114師342旅683團上校團長，第二師學兵營及廬山訓練團畢業，民國28年3月在王集壯烈成仁。